# Ödingen, Jämtland
Ödingen är en sjö i Ragunda kommun i Jämtland och ingår i Ångermanälvens huvudavrinningsområde. Sjön har en area på 2,11 kvadratkilometer och ligger 308,9 meter över havet. Sjön avvattnas av vattendraget Jämtån.

## Delavrinningsområde
Ödingen ingår i det delavrinningsområde (698690-155292) som SMHI kallar för Utloppet av Ödingen. Medelhöjden är 349 meter över havet och ytan är 31,07 kvadratkilometer. Det finns inga avrinningsområden uppströms utan avrinningsområdet är högsta punkten. Jämtån som avvattnar avrinningsområdet har biflödesordning 4, vilket innebär att vattnet flödar genom totalt 4 vattendrag innan det når havet efter 96 kilometer. Avrinningsområdet består mestadels av skog (76 procent). Avrinningsområdet har 2,13 kvadratkilometer vattenytor vilket ger det en sjöprocent på 6,8 procent.